# Manoir de Neu-Bülk
Le manoir de Neu-Bülk est un petit manoir du domaine de Neu-Bülk (en allemand, Gut Neu-Bülk) situé dans le Schleswig-Holstein sur les territoires des communes de Strande, Dänischenhagen, Schwedeneck et Dänischen Wohld, dans l'arrondissement de Rendsburg-Eckernförde.

## Histoire
Claus Christoph Ier von Thienen (1657-1708) fait construire en 1708 le manoir de Ravensbek, comme majorat du domaine de Bülk. Il est agrandi en 1718 et séparé du domaine de Bülk. Il prend alors sa dénomination actuelle de Neu-Bülk (Nouveau-Bülk).
Les terres et le manoir sont vendus en 1750 à Johann Ernst Leisching, secrétaire de légation, plus tard à Erich Scheel von Rosenkranz, en 1805 à la famille Wulff qui le revend deux ans plus tard à Jens Peter Bruun Neergard (1764-1848), puis à Heinrich Friedrich Jansen en 1828, dont les descendants en sont les propriétaires, jusqu'en 1927. C'est alors la famille Rodde qui exploite le domaine. Elle possédait déjà le manoir voisin d'Alt-Bülk (Vieux-Bülk).

## Source
- (de) Cet article est partiellement ou en totalité issu de l’article de Wikipédia en allemand intitulé « Gut Neu-Bülk » (voir la liste des auteurs).